# Comité central des Juifs en Pologne
Le Comité Central des Juifs de Pologne (CCJP, en polonais Centralny Komitet Żydów w Polsce, abréviation CKŻP, en yiddish צענטראלער קאמיטעט פון די יידן אין פוילן; Centraler Komitet fun di Jidn in Pojln) est une représentation politique de la communauté juive polonaise survivante à la Shoah, créé sous l'égide du nouveau régime communiste qui s'installe en Pologne avant la fin de la Seconde Guerre mondiale. Elle existe de 1944 à 1950.

## Histoire
Le Manifeste du 22 juillet 1944 du Comité polonais de libération nationale (PKWN), acte de naissance du nouveau régime communiste en Pologne, déclare l’égalité complète des droits des Juifs en tant que citoyens individuels et en tant que minorité nationale, en faisant explicitement référence à leur sort tragique subi durant la guerre. Les Juifs sont la seule minorité mentionnée dans ce Manifeste. 
L'histoire du CCJP commence au même moment que le PKWN avec le Comité Juif créé en juillet 1944 à Lublin puis transformé le 12 novembre 1944, en Comité Central des Juifs en Pologne. Cette première assemblée nationale regroupe des sionistes, des socialistes, des communistes et elle est une représentation officielle de l'ensemble des mouvements juifs auprès des nouvelles autorités communistes polonaises. Dirigé par Emil Sommerstein, elle se charge d’organiser les soins et l’aide aux survivants de l’Holocauste. Emil Sommerstein, éminent économiste et chef de file du mouvement sioniste polonais, dont il avait défendu les idées en tant que député à la Diète avant-guerre, a été arrêté par le NKVD à Lwów à la suite de l'invasion soviétique de la Pologne en septembre 1939, puis relâché et courtisé par les communistes polonais en 1944, qui espèrent que son nom ajoutera à la crédibilité du nouveau gouvernement communiste alors que les puissances occidentales continuent de reconnaître le gouvernement polonais en exil à Londres. 
Une des premières taches du Comité consiste à créer (28 décembre 1944) une commission historique, la Commission centrale d'histoire juive, dirigé par Marek Bitter puis Filip Friedman, pour organiser la collecte de documents et de témoignages des survivants de la Shoah. Par le biais des comités locaux, créés spontanément sur les territoires polonais libérés par l'Armée rouge pour fournir de l’aide aux rescapés et faire renaître une vie juive dans le pays, le Comité Central des Juifs de Pologne, dès 1945, recueille des milliers de documents et de témoignages de survivants et contribue ainsi à la constitution des dossiers d’accusation pour les procès de criminels nazis. En mai 1947, la commission change de nom pour l'Institut Historique Juif. Il existe toujours et il a pour mission la préservation des documents historiques et des objets cultuels, ainsi que des recherches sur l'histoire juive en Pologne. 
Après la libération de Pologne, le CCJP est déplacé d'abord à Łódź, qui devient alors le centre de la communauté juive polonaise, puis en 1946, à Varsovie où il s'installe dans les anciens locaux de la Bibliothèque juive qui pendant la guerre a été séparée du ghetto et utilisée par les nazis comme entrepôt de meubles. 
En effet, le traitement favorable de la communauté juive par le nouveau gouvernement polonais permet d’acquérir une respectabilité aux yeux des pays occidentaux et d’obtenir les fonds nécessaires au relèvement de cette communauté, en évitant ainsi d’avoir à payer lui-même. Dès 1946, 80% des ressources financières du Comité proviennent des subventions de l’American Jewish Joint Distribution Committee. Le Comité coordonne le rapatriement et l’émigration et distribue l’aide aux membres de la communauté juive polonaise. Il s'occupe également de la scolarité des enfants. Dès la première année, il ouvre 28 établissements scolaires, puis, l’année suivante encore 33, le tout pour environ 3 000 élèves. Dans les écoles gérées par le Comité, le programme scolaire correspond à celui des écoles publiques mais il offre également l'enseignement de la langue et la littérature yiddish et de l’histoire des Juifs. Le programme est laïque mais le samedi est un jour férié. Le Comité géré également 11 orphelinats et 60 maison de vieillesse.
Dans les années 1945-1950, le Comité publie le journal Dos Naje Lebn, et à partir de 1947 - le mensuel pour les jeunes Ojfgang. Il possède également ses propres maisons d’édition : Dos Naje Lebn et Jidysz Buch.Le comité apporte une aide financière et organisationnelle à la Société Juive des Beaux-Arts qui à partir de novembre 1947 s’occupe des bibliothèques, des centres culturels et des garderies. Le Comité soutient aussi le studio de cinéma Kinor et veille sur un petit groupe des peintres et des sculpteurs.
En 1946, pas moins de huit partis politiques juifs sont collégialement représentés au sein du Comité et sur vingt-sept membres du Comité 7 sont communistes (la fraction juive du Parti ouvrier polonais), 4 bundistes, 4 sionistes de l'Ichud, 6 pour Poale Zion et 1 appartient Hachomer Hatzaïr. Cependant l’influence des communistes se fait croissante et Emil Sommerstein est remplacé par Adolf Berman.
Après 1948, le rapatriement des populations de l'Union Soviétique et l'émigration hors la Pologne sont arrêtés administrativement. Au tournant des années 1949-1950, les partis et les institutions légaux juifs sont délégalisés . Le Bund est le premier parti à être liquidé. Le gouvernement dissout puis restructure les organes « communautaires », dont les ressources matérielles, passées sous le contrôle de l’État deviennent quasi inexistantes. Les écoles juives sont fermées et leur programmes aligné avec les autres écoles publiques. En 1949, le représentant des communistes auprès de CCJP, Hersh Smolar, reprend la fonction du président. 
La transformation forcée du Association socio-culturelle des Juifs de Pologne, idéologiquement soumise à l’État communiste, met fin au pluralisme de la vie institutionnelle des Juifs de Pologne.